# Касёвская волость
Касёвская волость — волость в составе Бирского уезда Оренбургской, а затем Уфимской губернии. Волостной центр — Касёво (Петропавловка).

## География
В пределах волости протекает одна большая р. Кама; есть леса удельного ведомства.

## Состав
По данным на 1865 год в состав Касёвской волости входили следующее сельские общества: Касёвское, Мариинское; Ташкиновское; Арлановское; Можаровское; Якимовское; Крымсараевское; Петнурское (состояло из деревень Петнура, Дунаевой, Кутлинки); Ротковское (состояло из деревень Ротковой, Шуматики, Гарей); Раздольское (состояло из деревень Раздолья, Кураковой, Кадрековой, Большой Амзи, Исымбаевой); Музяковское (состояло из деревень Музяковой, Калтаевой, Ишметевой); Ново-Селовское (состояло из д. Козловки); Саузовское (состояло из деревень Саузовой, Инея, Иткиной); Саузбашевское; Маляшевское; Музяковское (состояло из д. Илистанбековой); Сорокинское; Карякинское; Зубовское; Воробьёвское (состояло из деревень Воробьёвой и Максимовой); Масляно-Мысовское (состояло из деревень Масляного Мыса и Дубник); Берёзовское (состояло из деревень Берёзовки, Пензы); Сакловское; Новосёловское.
В волости на 1906 год 38 селений и 18479 жителей обоего пола.
По данным на 1913 год входил 41 населённый пункт:
- Арлян (Круглое Поле)
- Берёзовка
- Большая Амзя (Большая Амза, Тогонова)
- Воробьёво (Воробьёва, Клопова)
- Гари (Гарей, Неумойка)
- Дубник
- Дунаево (Дунаева, Кусакова)
- Еней-Иткина (Инея, Старо-Барановка)
- Зубовка
- Илистанбеково (Илистанбекова, Дубник)
- Исынбаева (Исымбаево, Исинбаево, Мурзина, Мурзино)
- Иткино
- Ишметево (Ишметева)
- Кадрекова (Кадреково)
- Калтаево (Калтаева)
- Карякина (Карякино, Горбуново)
- Касёво (Петропавловка) — волостной центр
- Козловка (Шайтановка)
- Крымсараева
- Кураково (Куракова)
- Кутленка (Кутлёнка, Кутлинка)
- Мажарово
- Максимова (Максимово, Максимовка)
- Маляш
- Марина (Марино)
- Масляный Мыс
- Музяково (Музякова)
- Николо-Берёзовка
- Новосёлово (Притыкино, Притыкина)
- Пенза (деревня)
- Петнур (Петнура)
- Раздолье
- Ротково (Роткова)
- Саклово
- Саузбашева (Ново-Барановка)
- Саузово (Саузова, Новая Деревня)
- Сорокина
- Ташкинова (Ташкиново)
- Шуматик (Шуматика)
- Якимково

## Инфраструктура
По справочнику 1906 года преобладающий род занятий населения, состоящего из удельных крестьян (большинство), башкир, тептярей и крестьян государственных (меньшинство), — земледелие.